# O Amor Está no Ar (telenovela)
O Amor Está no Ar é uma telenovela brasileira produzida e exibida pela TV Globo de 31 de março a 5 de setembro de 1997, em 137 capítulos. Substituiu Anjo de Mim e foi substituída por Anjo Mau, sendo a 51ª "novela das seis" exibida pela emissora.
Escrita por Alcides Nogueira, com colaboração de Bosco Brasil e Filipe Miguez, teve a supervisão de texto de Sílvio de Abreu. A direção foi de Wolf Maya, Ignácio Coqueiro, Leandro Neri e Paulo Ghelli, sob a direção geral de César Lino e núcleo de Wolf Maya.
Contou com as atuações de Betty Lago, Natália Lage, Rodrigo Santoro, Georgiana Góes, Luís Mello, Lady Francisco, Natália do Valle e Nuno Leal Maia nos papeis principais.

## Enredo
Sofia Schnaider (Betty Lago) é uma mulher exuberante, de muita classe, inteligência, e com sólidos valores éticos herdados de sua família judaica, que emigrou para o Brasil no pós-guerra. Desde a morte do marido, o aristocrata Victor Sousa Carvalho (Wolf Maya), em um acidente de carro, Sofia assume os negócios da empresa Estrela Dourada, que explora o turismo aquático na grande represa local. No entanto, sua sogra - a poderosa Úrsula (Nicette Bruno) - rejeita a situação e inicia uma ferrenha disputa pelo controle da empresa da família Sousa Carvalho.
Úrsula tem um forte aliado: é o inescrupuloso Alberto (Luís Melo), que é casado com sua filha Emília (Suzana Gonçalves), apelidada de Milica. Com o passar do tempo, as coisas se complicam quando a irmã de Sofia, Júlia Schneider (Natália do Vale), chega da Europa e se une a Alberto para afastar a irmã da empresa. Mas Sofia tem problemas maiores em casa. Sua filha Luíza (Natália Lage) é uma adolescente problemática e manipulada pela avó paterna, e o relacionamento entre mãe e filha fica mais turbulenta quando ambas se apaixonam pelo mesmo homem, o jovem aviador Léo (Rodrigo Santoro).
Luíza (que acredita em extraterrestres) vê luzes estranhas, ouve sons inexplicáveis e, durante um voo de ultraleve, persegue uma suposta nave espacial. A notícia atrai à cidade vários ufólogos, que encontram grandes marcas circulares na grama de um pasto em que morre uma vaca e, no decorrer da trama, Luíza se depara com o enigmático João Fernando (Eriberto Leão), que ela julga ser um extraterrestre.
A trama também tem um núcleo de personagens do circo Três Américas (que chega a Ouro Velho ainda no início da trama): o trapezista Guima (Nuno Leal Maia), sua esposa Candê (Lady Francisco) e os filhos Izabel (Cláudia Provedel), Matilde (Cláudia Lira), Cuca Chicotada (Georgiana Góes), Ivan (Marcelo Faria) e Tatinha (Luiza Curvo).

## Elenco
| Ator/Atriz         | Personagem                                   |
| ------------------ | -------------------------------------------- |
| Betty Lago         | Sofia Schneider Uchôa                        |
| Natália Lage       | Luíza Schneider Uchôa (Lu)                   |
| Rodrigo Santoro    | Leonardo Freitas Menezes (Léo)               |
| Natália do Vale    | Júlia Schneider                              |
| Nicette Bruno      | Úrsula Souza Carvalho Uchôa                  |
| Luís Melo          | Alberto Amaral Leite                         |
| Eriberto Leão      | João Fernando Amaral                         |
| Tuca Andrada       | Vicente Souza Carvalho Uchôa                 |
| Georgiana Góes     | Frederica Guimarães Ribeiro (Cuca Chicotada) |
| Suzana Gonçalves   | Emília Souza Carvalho (Milica)               |
| Tato Gabus Mendes  | Filipe Schneider                             |
| Oscar Magrini      | Pedro Olímpio                                |
| Lady Francisco     | Candelária Guimarães Ribeiro (Candê)         |
| Nuno Leal Maia     | Alcebíades Guimarães Ribeiro (Guima)         |
| Marcelo Faria      | Ivan Guimarães Ribeiro                       |
| Ana Paula Tabalipa | Camila Souza Carvalho                        |
| Caco Ciocler       | Rabino Davi                                  |
| Isabela Garcia     | Flora                                        |
| Cláudia Lira       | Matilde Guimarães Ribeiro Schneider          |
| Monah Delacy       | Ester Schneider                              |
| Flávio Migliaccio  | José da Pena Menezes (Peninha)               |
| Rodrigo Santiago   | Seabra                                       |
| Micaela Góes       | Beatriz Schneider Uchôa Guimarães Ribeiro    |
| Lupe Gigliotti     | Dona Tosca                                   |
| Ivan de Almeida    | Teobaldo                                     |
| Antônio Grassi     | Lacerda                                      |
| Helena Ramos       | Suzete                                       |
| Tonico Pereira     | Francisco (Chicão)                           |
| Vera Mancini       | Chimbica                                     |
| Renato Rabello     | Gregório                                     |
| Cláudia Provedel   | Isabel                                       |
| Alexandre Barbalho | Dr. Machado                                  |
| Thierry Figueira   | Rodrigo                                      |
| Carla Fioroni      | Alaíde                                       |
| Patrick de Alencar | Daniel                                       |
| Elaine Mickely     | Carla                                        |
| Manitou Felipe     | Lucas                                        |
| Clara Garcia       | Lizete                                       |
| Ariela Goldman     | Heloísa                                      |
| Gilles Gwizdek     | Maciel                                       |
| Luíza Curvo        | Tatiana Guimarães Ribeiro (Tatinha)          |
| Vitor Hugo         | Felipe (Filipinho)                           |

### Participações especiais
| Ator                   | Personagem                        |
| ---------------------- | --------------------------------- |
| Wolf Maya              | Victor Sousa Carvalho Uchôa       |
| Marcos Palmeira        | Carlos Henrique                   |
| Dan Stulbach           | Horácio                           |
| Cláudio Fontana        | Caco                              |
| Sérgio Mamberti        | Carlos Abreu                      |
| Leonardo Miranda       | Escova                            |
| Carla Díaz             | Luiza (criança)                   |
| José D'Artagnan Júnior | Marcelo Martinez                  |
| Álvaro Rebouças        | Carlos (Carlinhos)                |
| Isadora Ribeiro        | Carmencita Soterro                |
| Cláudio Mamberti       | Dono de circo                     |
| Jorge Coutinho         | Pai José                          |
| Roberta Cipriani       | Matilde Guimarães Ribeiro (jovem) |
| Gabriel Vilela         | Trumbuca                          |
| Tatiane Manzam         | Mexerica                          |

## Exibição

### Exibição internacional
Foi reexibida pela Globo Internacional de 10 de março a 12 de setembro de 2008.

## Audiência
Estreou com 33 pontos de média, repetindo a mesma audiência no último capítulo; a média foi de 27 pontos, considerada ruim para o horário, cuja meta era de 30 pontos.

## Trilha sonora

### Trilha sonora nacional
Capa: Rodrigo Santoro
1. "Love Is In The Air (Ballroom Mix)" - John Paul Young (tema de abertura)
2. "Al Kol Ele (A Todas Essas Coisas)" - Liane Mandelbaum (tema de Sofia)
3. "Exagerado (Dance Mix)" - Cazuza (tema de Cuca Chicotada)
4. "A Mulher Em Mim (The Woman In Me)" - Roberta Miranda (tema de Úrsula)
5. "Beija, Me Beija, Me Beija" - Simone (tema de Guima e Candê)
6. "Vai e Vem" - Par ou Ímpar (tema de Beatriz)
7. "Não Identificado" - Fênix (tema de Léo e Luísa)
8. "Amor, Meu Grande Amor" - Barão Vermelho (tema de Alberto)
9. "Abre Coração" - Cheiro de Amor (tema de Camila)
10. "Todo Amor Que Houver Nessa Vida" - Cássia Eller (tema de Léo)
11. "Pot-Pourri / Fim de Caso / Castigo" - Joanna (tema de Milica)
12. "Intimidade" - Zélia Duncan (tema de Júlia)
13. "Sururu" - Agrião (tema da pensão de Candê)
14. "Sempre Junto de Você" - Wander Taffo (tema de Luísa)

### Trilha sonora internacional
Capa: Natália Lage
1. "Due Innamoratti Come Noi" - Laura Pausini (tema de Sofia)
2. "The Same Moon" - Phil Collins (tema de Luísa)
3. "Hard To Say I'm Sorry (David Fosters Remix)" - Az Yet featuring Peter Cetera (tema romântico geral)
4. "Soy Loco Por Ti" - Rich B. (tema de Chimbica e Peninha)
5. "From The Deep Of My Heart" (Instrumental) - Luciano Delluci (tema de Sofia e Pedro Olímpio)
6. "Bitter Tear" - Silent (tema de Ivan)
7. "A Little Bit Of Ecstasy" - Jocelyn Enriquez (tema de Cuca Chicotada)
8. "Please Don't Go" - No Mercy (tema de Rodrigo)
9. "Bohemian Rhapsody" - The Braids (tema de Isabel)
10. "Come Back To The World" - Tevin Campbell (tema de Laíde)
11. "That's What Love Can Do" - Boy Krazy (tema de Beatriz)
12. "Everytime I Close My Eyes" - Babyface (tema de Cuca Chicotada e Vicente)
13. "Number One" - Alexia (tema de locação: Ouro Velho)
14. "In The Name Of Love" - Karina & Double You (tema de Júlia e Alberto)